# Toshiyuki Takagi
Toshiyuki Takagi (高木 俊幸 Yokohama, 25 de maio de 1991) é um futebolista profissional japonês, atacante, milita no Cerezo Osaka.
Seu pai Yutaka Takagi é um jogador de beiseball aposentado do Yokohama BayStars, e seu irmão Yoshiaki Takagi, atua no Shimizu S-Pulse.

## Carreira
Toshiyuki Takagi começou a carreira no Tokyo Verdy.

## Títulos
Urawa Red Diamonds
- Copa Suruga Bank: 2017